# Aniulus brazonus
Aniulus brazonus är en mångfotingart som beskrevs av Chamberlin 1940. Aniulus brazonus ingår i släktet Aniulus och familjen Parajulidae. Inga underarter finns listade i Catalogue of Life.